# Aune
Pour les articles homonymes, voir Aune (homonymie).
Pour l'arbre, voir Aulne
L'aune est une unité de mesure de longueur ancienne. Elle mesure toujours quatre pieds, soit deux tiers d'une toise. 

Trois aunes égalent aussi quatre verges, soit douze pieds. La moitié de l'aune est la coudée nubienne, en grec : nibou.
L'aune demeure dans la langue française au travers de l'expression « à l'aune de ».

## Étymologie et sens d'origine
Le terme est attesté pour la première fois en langue d'oïl dans la Chanson de Roland vers 1100 sous la forme alne au sens de « longueur d'une aune », puis vers 1180 dans le Roman de Renart avec la graphie actuelle, aune signifiant « bâton long d'une aune servant à mesurer ».
Le terme est un emprunt à une langue germanique, à savoir probablement le Vieux-francique *alina « aune », que l'on peut déduire du gotique aleina, de l'anglo-saxon oln, du vieux haut allemand elina et enfin du moyen néerlandais elne, mots qui du sens de « avant-bras » ont développé précocement celui de « aune » (Kluge20 s.v. Elle). La forme germanique a été latinisée au Moyen Âge en alnus (XIe siècle Polyptyque d'Irminon dans EWFS2),. Ce mot est de même origine indo-européenne que le latin ulna « avant-bras ».

## L'aune française

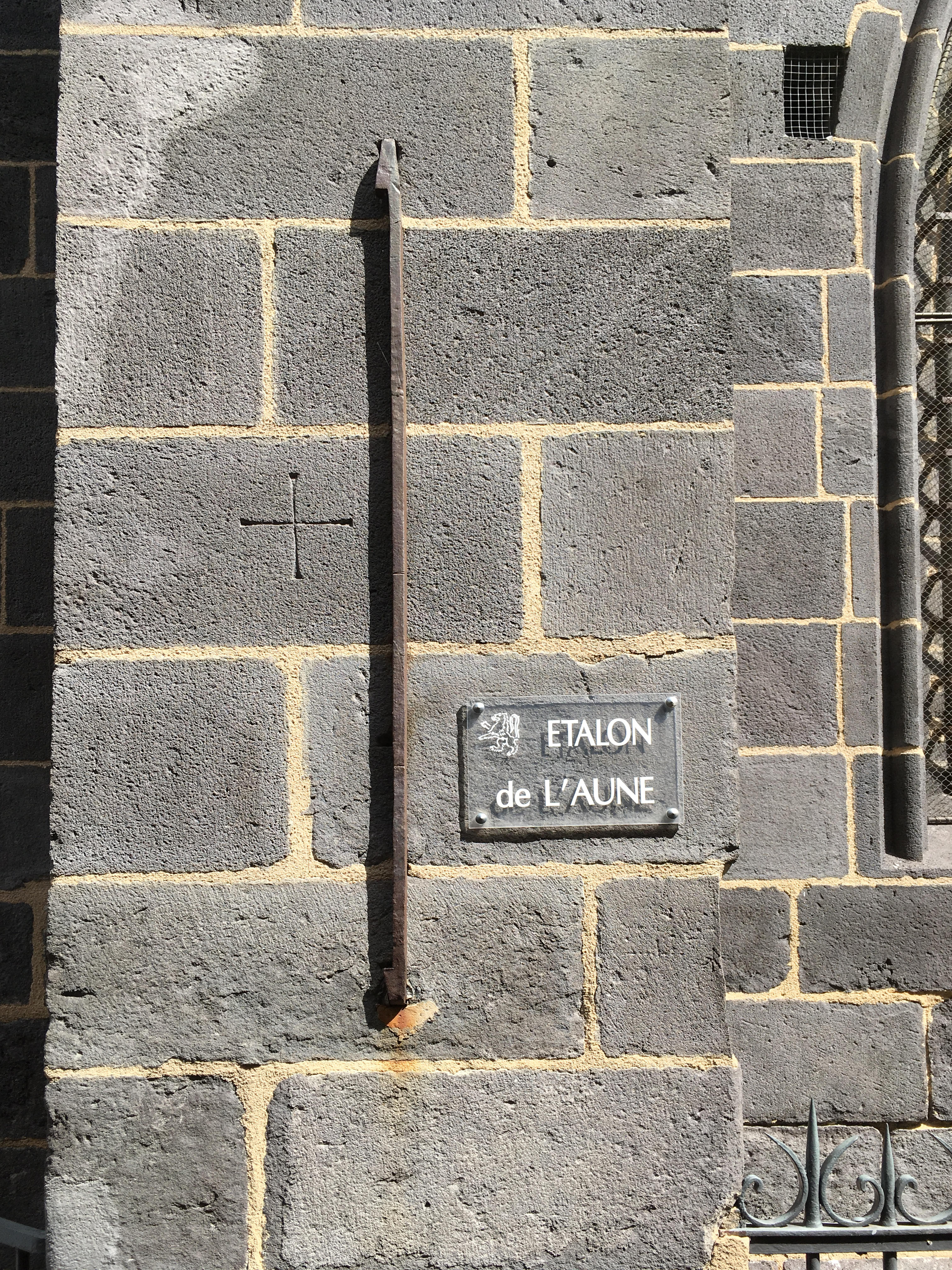
Sur un pilier de la façade de l'église Notre-Dame de Montferrand, un étalon métallique servait aux marchands drapiers de mesure officielle de l'aune.

Le mot aune s'est finalement spécialisé pour désigner une unité de longueur de soixante-quatre doigts, soit quatre pieds. Ce même ratio est déjà mentionné dans le traité métrologique Gromatici veteres, qui date de la fin de l'Antiquité.
L'aune est une mesure de longueur ancienne instaurée par l’Édit royal de François Ier, en 1540, qui imposa de « n’utiliser comme unité de longueur que l’Aune du Roy ou Aune de Paris, ayant pour valeur 3 pieds, 7 pouces, 8 lignes de Pied du Roy » (environ 118,84 cm). Elle se divisa par seize. Plus tard, on jugea que l’étalon de l’aune de Paris (les marchands d’étoffes étaient les seuls à respecter encore l’édit royal) était plutôt de 3 pieds, 7 pouces, 10 lignes et 10 points. Mais en 1668, l’étalon du pied du Roi avait été modifié d’environ 0,5 %.  Cf. Histoire de la toise de Paris.
La définition de l’aune de Paris était une tentative de rendre acceptable une unité de mesure nouvelle partout en Europe. Étant donné que l’étalon français traditionnel, le pied du Roy, était beaucoup plus grand que les mesures équivalentes en Espagne et en Italie par exemple, on voulait alors restaurer le pied romain. L’aune de Paris se voulait de quatre pieds romains exactement. Le pied français était environ 10 % plus long que le pied romain. D’où cette étrange définition de l’Édit royal, souvent citée mais rarement comprise.
Mais cette aune prouve aussi que, dès la fin du Moyen Âge et sa préférence pour le système duodécimal, on chercha à revenir vers des divisions plus classiques : par deux, par quatre, par huit, etc. Certes, on n’était pas encore dans le système hexadécimal, puisqu’on ne disposait pas de seize chiffres (un à quinze, plus le zéro) pour calculer cette aune dans un système arithmétique positionnel avancé. C’est pourquoi, dès le début du XVIIIe siècle, on chercha à décimaliser les unités de longueur.
L'aune était utilisée en particulier par les drapiers pour mesurer les tissus.
Quoi qu’il en soit, en 1793, le système métrique décimal abolit « pour toujours » cette « aune de Paris de quatre pieds romains ». Elle fut cependant réintroduite par le décret du 28 mars 1812, qui en fixe une valeur métrique à 1,20 m pour l'usage quotidien du commerce. L'aune perd alors sa relation au pied, dont la valeur métrique est fixée à 1/3 m par le même décret. L'ensemble de ces tolérances sera supprimé par la loi du 4-8 juillet 1837 relative aux poids et mesures.

## Définition des aunes européennes (XVIIIesiècle)
Les aunes sont différentes selon les lieux :
- L'aune de France, ou de Paris, contient trois pieds sept pouces, c'est du pied de Roi, qu'il s'agit.
- L'aune de Lyon est un peu plus courte que celle de Paris, il y a sur cent aunes une aune de différence.
- L'aune de Rouen, de Bordeaux, de La Rochelle, de Nantes, se rapporte à celle de Paris.
- L'aune d'Amsterdam a deux pieds, un pouce, deux lignes du pied de France appelé pied de Roi.
- L'aune d'Anvers est longue de deux pieds, un pouce, six lignes du pied de France.
- L'aune de Londres passe pour égale à celle de Paris.
- L'aune de Hambourg a de longueur un pied, neuf pouces du pied de France.
- L'aune de Lubeck est plus courte d'un seizième que celle de Hambourg.
- L'aune de Francfort-sur-le-Main est égale à celle de Hambourg.
- L'aune de Nuremberg est tenue égale à celle d'Amsterdam ; l'aune de Leipzig, de Naumbourg, de Halle, sont égales à celles de Francfort et de Hambourg.
- L'aune de Breslau est tenue égale à celle de Hambourg, l'aune d'Osnabruk à celle de Paris.
- L'aune de Dantzick a de longueur un pied, dix pouces, quatre lignes demie du pied de France.
- Les aunes de Riga, de Königsberg, de Revel, sont un peu plus longues que celle de Dantzig.
- Les aunes de Bergue, de Dronthem en Norvège sont un peu plus courtes que celle d'Amsterdam, de sorte que dix aunes d'Amsterdam en font onze de Bergue de Dronthem.
- L'aune de Suède, ou de Stockholm est plus courte que celle d'Amsterdam, sept aunes de Suède en font six d'Amsterdam.
- L'aune de Copenhague est d'un tiers plus courte que la verge d'Angleterre, qui a de long deux pieds, neuf pouces, huit lignes du pied de France.
- L'aune de Cologne est égale à celle de Hambourg, Leipzig, etc.
- Il y a deux aunes en usage à Saint-Gall, l'une pour les toiles, l'autre pour les étoffes ; elles sont toutes deux plus courtes que l'aune d'Amsterdam. L'aune de Saint-Gall qui sert à mesurer les toiles fait une aune un sixième d'Amsterdam, celle qui sert à mesurer les draps est encore plus courte que l'autre, &elle est plus courte que celle d'Amsterdam d'un peu plus d'un dixième.
- Les aunes de Berne et de Bâle en Suisse sont comptées égales à celle de Hambourg.
- Il y a un dix-septième de différence entre l'aune de Paris et celle de Genève, de sorte que dix-sept aunes de Paris n'en font que seize de Genève.